# Serious Sam
Serious Sam je série videoher vytvořená a vyvinutá společností Croteam.
Přímé spin-off tituly prvních titulů série Serious Sam byly vytvořeny pro PlayStation 2, GameCube a Game Boy Advance společností Climax Solent a pro Palm OS od InterActive Vision. Všechny tyto spin-off tituly byly vydány společností Global Star Software. Serious Sam Classics: Revolution byl vyvinut fanouškovskou on-line komunitou Alligator Pit a vydán roku 2014 na Steam Early Access.
Události série zpracovávají kampaň protagonisty Sama Stonea, lidově známého jako “Serious Sam”, kapitána EDF (Pozemské obranné síly) proti záhadnému Tah-Umovi (eilianštinou), neboli Chaad Sheenovi (sirianštinou), pozemšťany nazývaném “Mentálovi”, mimozemskému nadpánovi z jiné dimenze a bohatou historií, jenž prahne po vymýcení lidstva, a jeho frakci “Mentálova Horda”.

## Hry

### Hlavní tituly
Serious Engine
- Serious Sam: The First Encounter (2001)
- Serious Sam: The Second Encounter (2002)

Serious Engine 2
- Serious Sam 2 (2005)

Serious Engine 3
- Serious Sam HD: The First Encounter (2009)
- Serious Sam HD: The Second Encounter (2010)

Serious Engine 3.5
- Serious Sam 3: BFE (2011)

Bude vydáno
- Serious Sam 4: Planet Badass (2019)[1]

### Spin-off tituly
- Serious Sam: Next Encounter (2004)
- Serious Sam Advance (2004)
- Serious Sam VR: The First Encounter (2017)
- Serious Sam VR: The Second Encounter (2017)
- Serious Sam VR: The Last Hope (2017)
- Serious Sam 3 VR: BFE (2017)

#### Indie série
- Serious Sam Double D (2011)
- Serious Sam: Kamikaze Attack! (2011)
- Serious Sam: The Random Encounter (2011)
- Serious Sam: The Greek Encounter (2012)
- Serious Sam Double D XXL (2013)
- Serious Sam Classics: Revolution (2014, Steam Early Access)
- Serious Sam's Bogus Detour (2017)
- I Hate Running Backwards (2018)

## Vývoj
Croteam vytvořil svůj vlastní engine pojmenovaný Serious Engine pro Serious Sam: The First Encounter a Serious Sam: The Second Encounter. Serious Engine je navržen tak, aby na rozdíl od většiny FPS stříleček, které mají omezenou vzdálenost vykreslování a málo animací modelů (např. nepřátel), zvládl zobrazení velkých vzdáleností a počtů modelů najednou. To dělá Serious Engine velmi efektivním, protože je schopen udržovat mnoho nepřátel v pohybu najednou, čímž konkuruje známým enginům jako id Tech, Unreal Engine nebo Source. Serious Engine může renderovat prostřednictvím Direct3D nebo OpenGL, a i když nepodporuje pixelové nebo vertexové shadery, je optimalizován pro hardwarové transformace, ořezávání a osvětlení technologie Direct3D 7. Serious Engine 1 je k dispozici jako open-source software. Serious Sam 2 ke svému fungování používá Serious Engine 2, který podporuje mnoho funkcí, jako jsou pixelové a vertexové shadery, HDR, nebo mapování paralaxy. Serious Engine 3 byl použit v Serious Sam HD: The First Encounter a Serious Sam HD: The Second Encounter. Mezi funkce tohoto enginu patří podrobné stínování a realističtější vzhled nepřátel. Tento engine je také vyvíjen pro využití plné kapacity HDR a mapování s vysokým rozlišením. Serious Sam 3 používá aktualizovanou verzi enginu jménem Serious Engine 3.5.
Seriouse Sama namluvil John J. Dick.